# Asterogyne martiana
Asterogyne martiana är en enhjärtbladig växtart som först beskrevs av Hermann Wendland, och fick sitt nu gällande namn av Hermann Wendland och Carl Georg Oscar Drude. Asterogyne martiana ingår i släktet Asterogyne och familjen Arecaceae. Inga underarter finns listade i Catalogue of Life.

## Bildgalleri

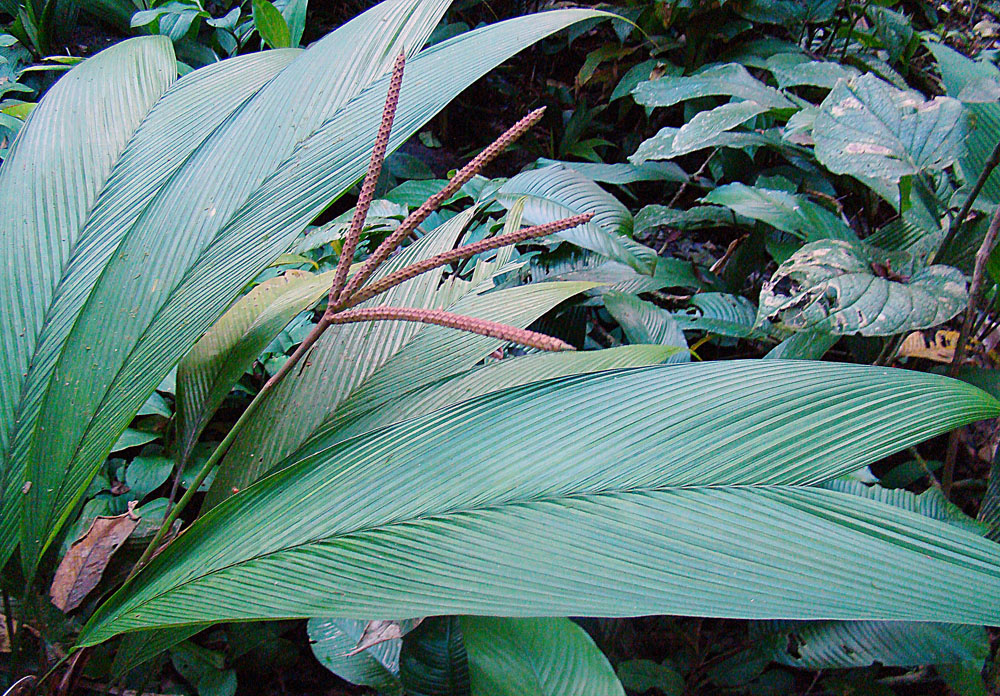